# Peter Bosz
Peter Bosz (Apeldoorn, 21 de novembre de 1963) és un exfutbolista neerlandès, que fa actualment d'entrenador del PSV Eindhoven. Com a jugador va disputar 8 partits amb la selecció dels Països Baixos.
Com a entrenador anteriorment havia estat a diversos clubs com l'AFC Ajax, Borussia Dortmund, Bayer Leverkusen i Lió, abans de ser nomenat entrenador del PSV a juny de 2023.